# ЖВК Црвена звезда
Женски ватерполо клуб Црвена звезда је клуб у оквиру Спортског друштва Црвена звезда. Као клуб је формиран у априлу 2013. године, и већ у првим годинама свог постојања бележи значајне резултате на домаћој сцени. Поред сениорске екипе, клуб чине и млађе категорије које се такође такмиче са великим успехом.

## Историја
Већ у својој првој такмичарској сезони 2013/14, Црвена звезда је освојила и национално првенство и национални куп. Исти успех је поновљен и следеће сезоне, а тим су чиниле: Емилија Александровић, Јована Миловановић, Јована Пантовић, Ивана Ћоровић, Софија Радојчић, Јована Дујовић, Лара Лука, Наташа Симић, Нада Мандић, Катарина Ђорђевић, Јована Васковић, Драгана Ивковић, Тијана Јаковљевић, Јелена Вујовић, Стасја Илић и Андреа Гашић.
Успеси:
Национални:
- Национално првенство
  - Првак (5): 2013/14, 2014/15, 2015/16, 2016/17, 2017/18
  - Други (5): 2019, 2021, 2021/22, 2022/23, 2023/24
- Национални куп
  - Победник (7): 2013, 2014, 2015, 2016, 2017, 2018, 2019  * Финалиста (3): 2021, 2023, 2023/24
    - Треће место (1): 2020. Међународни:   Челенџер куп   * Финалиста (1): 2023/24   Регионална такмичења:  Регионална ватерполо лига
    - Финалиста (1): 2018.
      - Треће место (1): 2020. Дунав лига * Треће место (1): 2023/24